# Neckera trichophylla
Neckera trichophylla là một loài rêu trong họ Neckeraceae. Loài này được (Sw. ex Hedw.) Sw. mô tả khoa học đầu tiên năm 1806.